# Basílica del Divino Padre Eterno (Trindade)
La Basílica del Divino Padre Eterno también Santuario basílica del Divino Padre Eterno (en portugués: Basílica do Divino Pai Eterno; Santuário Basílica do Divino Pai Eterno) Es una iglesia católica ubicada en la ciudad de Trindade en el estado de Goiás, en Brasil, la única basílica en el mundo dedicada al Divino Padre Eterno.
Alrededor de 1848 se construyó la primera capilla cubierta de hojas de burití. Más tarde, una capilla mayor fue construida a orillas del Barro Preto. Una tercera capilla fue construida en el año 1876. El primer Santuario del Divino Padre Eterno fue inaugurado en 1912. Este primer santuario es conocido como el antiguo santuario, y es la matriz de la Parroquia de la Trinidad.
En 1943 Don Emanuel Gomes de Oliveira, arzobispo de Goiás en el momento, hizo que se colocara piedra angular del Nueva santuario. En 1955, a pesar de todos los esfuerzos, el trabajo aún no había terminado. En 1957, con la creación e instalación de la archidiócesis católica de Goiânia, el arzobispo Fernando Gomes dos Santos, primer arzobispo de esta archidiócesis, presentó un proyecto para la construcción del santuario. En 1974 fue posible llevar a cabo la novena y la fiesta del Divino Padre Eterno en el sitio.
En 1994 se inició la reforma y adecuación del edificio con el fin de darle la dignidad de ser llamado "Santuario del Divino Padre Eterno". Con la ayuda de peregrinos y devotos, el templo fue completamente renovado.
En 2006 bajo el pontificado de Benedicto XVI la iglesia fue declarada Basílica.

## Véase también

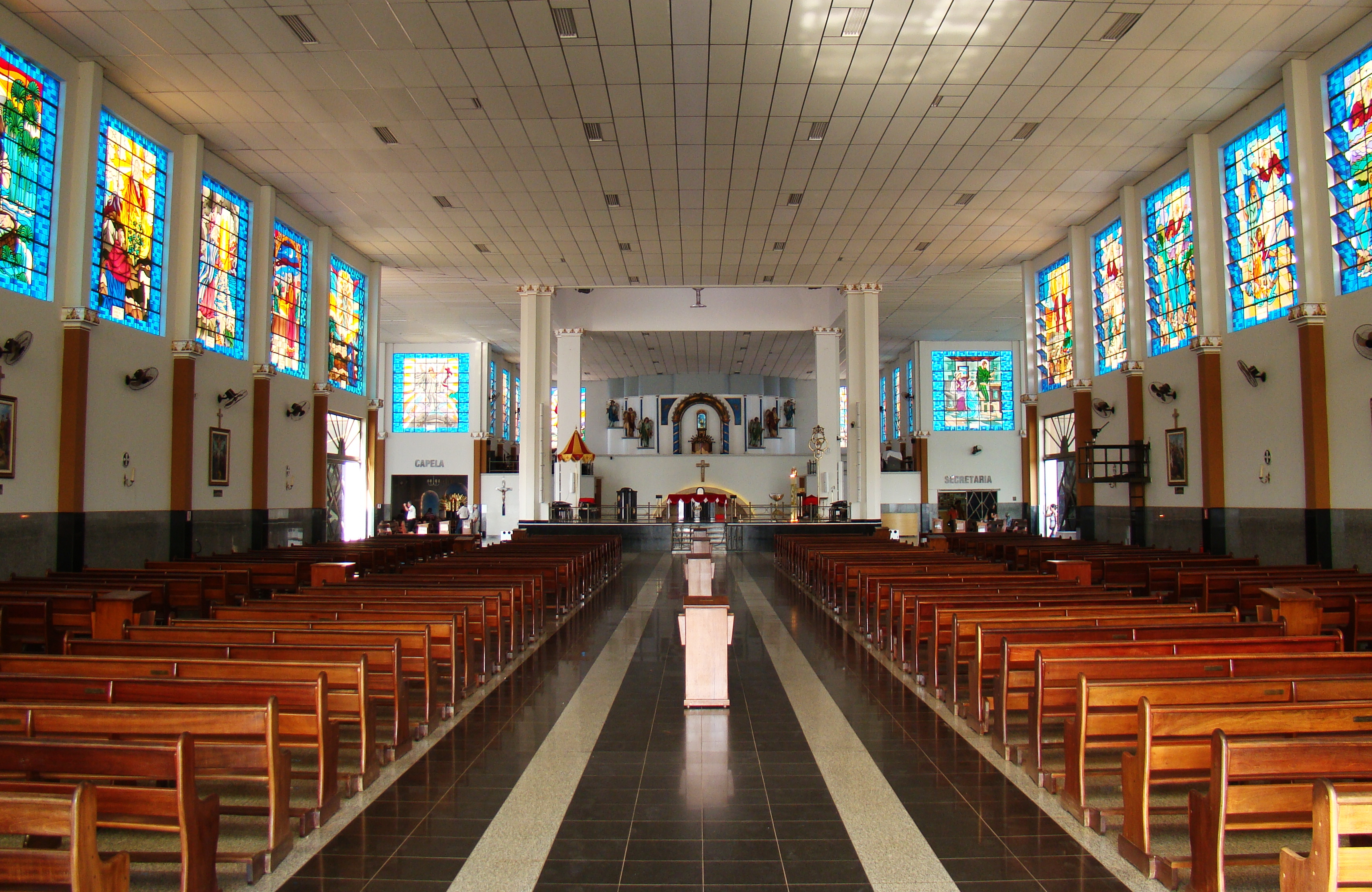
Vista interna